# 理查德·埃利斯
理查德·索尔兹伯里·埃利斯，CBE FRS（英語：Richard Salisbury Ellis，1950年5月25日—），出生于威尔士科尔温湾，英国天体物理学家 ，伦敦大学学院教授。他是加州理工学院斯蒂尔天文学教授。2011年，他获得了皇家天文学会金质奖章。